# Resident Evil 2 Original Soundtrack
Resident Evil 2 Original Soundtrack è la colonna sonora del videogioco Resident Evil 2  per PlayStation, computer con sistema operativo Microsoft Windows, Sega Dreamcast, Nintendo 64, Nintendo GameCube e Game.com . L'album contiene le tracce musicali del gioco, composte da Masami Ueda, Shusaku Uchiyama, e Shun Nishigaki. È stata pubblicata il 29 gennaio, 1998, da Suleputer.

## Tracce
1. The Beginning of Story
2. Annette's Recollection
3. Normal End Title
4. Special End Title
5. Credit Line of Whole Staff
6. Prologue
7. Raccoon City
8. The Front Hall
9. The First Floor
10. The Second Floor
11. Secure Place
12. Leon With Claire
13. The Library
14. Sherry's Theme
15. The Basement of Police Station
16. 'T'-A
17. The First Malformation of 'G'
18. Ada's Theme
19. The Marshalling Yard (The First Half)
20. The Marshalling Yard (The Latter Half)
21. The Second Malformation of 'G'
22. The Underground Laboratory
23. Is Ada Spy!?
24. Escape From Laboratory
25. Good Bye, Leon
26. Mother
27. One More Kiss
28. 'T'-B
29. The Third Malformation of 'G'
30. And After That...
31. Credit Line